# FC Mahndorf
Der FC Mahndorf war ein Sportverein aus dem Bremer Stadtteil Hemelingen, Ortsteil Mahndorf. Die erste Fußballmannschaft spielte drei Jahre in der drittklassigen Oberliga Nord und ein Jahr in der viertklassigen Oberliga Niedersachsen/Bremen.

## Geschichte
Der Verein wurde 1947 gegründet und pendelte bis weit in die 1970er Jahre zwischen Bezirksliga und 3. Kreisklasse hin und her. Ab 1977 engagierte sich die Gewürzmittelfirma UBENA bei dem Verein. Er stieg innerhalb von vier Jahren dreimal auf und erreichte die Landesliga Bremen. Im ersten Landesligajahr stiegen sie wieder ab, jedoch gelang nach zwei weiteren Aufstiegen in Folge 1984 erstmals der Sprung in die Verbandsliga. Der FCM wurde 1986 Vizemeister hinter dem Bremer SV. Die als „Millionarios“ bezeichnete Mannschaft wurde in der Fußball-Verbandsliga Bremen 1986/87 Meister und erreichte die Aufstiegsrunde zur Oberliga Nord. Am letzten Spieltag gelang den Mahndorfern der Aufstieg nach einem 5:0 gegen den TSV Plön. Die Heimspielstätte des Vereins am Mahndorfer Deich war nicht oberligatauglich, so dass der Verein in die Bezirkssportanlage Hemelingen ausweichen musste. 1989 erreichte die Mannschaft Rang 13. Nachdem der Hauptsponsor UBENA seine Zahlungen kürzte, folgte 1990 der Abstieg aus der Oberliga. 1994 qualifizierte sich der FCM für die neu geschaffene Oberliga Niedersachsen/Bremen, aus der er als Tabellenletzter sofort wieder absteigen musste. Ein Jahr später stiegen die Mahndorfer auch in der Verbandsliga ab. 2000 folgte der Abstieg in die Bezirksliga. Mit dem Abstieg in die Kreisliga A 2004 und der in die Kreisliga B 2016 endete die Geschichte des FC Mahndorf.

## Erfolge
- Meister der Verbandsliga Bremen: 1987
- Bremer Pokalfinalist: 1989

## Persönlichkeiten
- Lothar Böhm
- Michael Böhnke
- Stefan Brasas
- Uwe Harttgen
- Martin Haskamp

## Nachfolgeverein SG Arbergen-Mahndorf
2016 fusionierte der FC Mahndorf mit dem TV Mahndorf und dem TV Arbergen zur SG Arbergen-Mahndorf. Die Handballer der SG Bremen-Ost gingen ebenfalls in den neuen Verein über. Die Fußballer erreichten in der durch die COVID-19-Pandemie abgebrochenen Saison durch die Anwendung der Quotientenregeln mit 2,56 Punkten die Meisterschaft und stiegen somit in die 1. Kreisliga (A) auf.
Am 18. November 2019 wurde mit dem nötigen Stimmenanteil der Mitglieder eine Fusion mit dem ATSV Sebaldsbrück, OT Bremen, und dem TuS Vahr beschlossen. Diese Fusion wurde jedoch dann von den Mitgliedern des ATSV Sebaldsbrück sowie von OT Bremen in eigenen Abstimmungen abgelehnt. Trotz der Pläne ohne OT Bremen und dem ATSV eigentlich keine Fusion eingehen zu wollten, einigten sich die Mahndorfer und der TuS Vahr im August 2020 schließlich doch noch auf eine Verschmelzung als nun kleinerer Großverein. Der neue Name lautet dabei Sportgemeinschaft Bremen-Ost. Rückwirkend zum 1. Januar 2020 verschwanden sowohl die SG der Mahndorfer als auch der TuS Vahr aus dem Vereinsregister.